# Драпалюк Руслан Ярославович
Руслан Ярославович Драпалюк (нар. 29 вересня 1995, Київ, Київська область) — український актор, композитор, музикант, автор та виконавець пісень під іменем Орфей (англ. ORFEY), актор та режисер дубляжу, перекладач, найбільш відомий за дубляжем Людини-павука (у виконанні Тома Голланда) у КВМ.

## Життєпис
Народився 29 вересня 1995 року у Києві.
У 2017 році закінчив Київський національний університет театру, кіно і телебачення імені Івана Карпенко-Карого, спеціалізація — «Актор театру ляльок».
З 28 листопада 2017 року працює актором у Київському академічному театрі ляльок з 2017 року, найулюбленіша роль у театрі — Лаврін (у виставі «Кайдашева сім'я»). Працює актором дубляжу на студіях «Le Doyen», «Постмодерн» та інших.

## Ролі в театрі
Київський академічний театр ляльок
- 2017 — «Красуня і чудовисько» Юлії Шаповал за казкою Г-С. Вільньова та Ж-М. Бомона; реж. Ігор Федірко — Лєфу, Клоксфорд
- 2018 — «Кайдашева сім'я» за однойменною повістю Івана Нечуй-Левицького; реж. Ігор Федірко — Лаврін[2]
- 2018 — «Карлик Ніс» А. Колеснікова за мотивами одноіменної казки Вільгельма Гауффа; реж. Леонід Попов — Яків, Карлик Ніс
- «Бременські музиканти» — Пес
- «Дюймовочка» — Кріт, Жабеня
- «Золотий ключик» — Кіт Базиліо, П'єро
- «Наш веселий Колобок» — Ведучий, Вовк
- «Хлопчик-з-мізинчик» — Хлопчик-з-мізинчик

## Дублювання та озвучення

### Фільми
- «Людина-павук: Повернення додому» — Пітер Паркер (дубляж студії «Le Doyen»)
- «Месники: Війна нескінченності» — Пітер Паркер (дубляж студії «Le Doyen»)
- «Будка поцілунків» — Баррі (дубляж студії «Так Треба Продакшн»)
- «Фантастичні звірі: Злочини Ґріндельвальда» — Н'ют Скамандер у дитинстві (дубляж студії «Постмодерн»)
- «Різдвяні хроніки» — Тедді Пірс (дубляж студії «Постмодерн»)
- «Майбутній король» — Мерлін в образі підлітка (дубляж студії «Le Doyen»)
- «Скло (фільм, 2019)» — (дубляж студії «Le Doyen»)
- «Мері Поппінс повертається» — (дубляж студії «Le Doyen»)
- «Месники: Завершення» — Пітер Паркер (дубляж студії «Le Doyen»)
- «Тихоокеанський рубіж: Повстання» — (дубляж студії «Le Doyen»)
- «Толкін» — Малий Толкін (дубляж студії «Постмодерн»)
- «Людина-павук: Далеко від дому» — Пітер Паркер (дубляж студії «Le Doyen»)
- «Висока дівчина» — Джек Данклмен (дубляж студії «Постмодерн»)
- «Термінатор: Фатум» — (дубляж студії «Постмодерн»)
- «Будка поцілунків 2» — Оллі (дубляж студії «Так Треба Продакшн»)
- «Енола Голмс» — Тьюксбері (дубляж студії «Постмодерн»)
- «Різдвяні хроніки. Частина друга» — Тедді Пірс (дубляж студії «Постмодерн»)
- «'Ohana: У пошуках скарбу»[en] — Іоане (дубляж студії «Le Doyen»)
- «Дорога хаосу» — Тодд (дубляж студії «Pie Post Production»)
- «Будка поцілунків 3» — Оллі (дубляж студії «Так Треба Продакшн»)
- «Вулиця страху, Частина перша: 1994» — (дубляж студії «Постмодерн»)
- «Вулиця страху. Частина друга: 1978» — (дубляж студії «Постмодерн»)
- «День «Так»» — (дубляж студії «Так Треба Продакшн»)
- «Дюна» — (дубляж студії «Постмодерн»)
- «Гірка помста» — Джим Бекворт (дубляж студії «Le Doyen»)
- «Людина-павук: Додому шляху нема» — Пітер Паркер (дубляж студії «Le Doyen»)

### Мультфільми/мультсеріали
- «Співай» — Джоні (дубляж студії «Le Doyen»)
- «Людина-павук» — Пітер Паркер (дубляж студії «Le Doyen»)
- «Качині історії» — Квачик (дубляж студії «Le Doyen»)
- «Міккі Маус»[en] — (дубляж студії «Le Doyen»)
- «Єті» — Чен (дубляж студії «Le Doyen»)
- «Острів собак» — Хіроші (дубляж студії «Постмодерн»)
- «Уперед» — Ієн Лайтфут (дубляж студії «Le Doyen»)
- «Гучний дім. Фільм»[en] — Скотт (дубляж студії «Так Треба Продакшн»)
- «Дракон бажань» — Дін (дубляж студії «Так Треба Продакшн»)
- Портал пригод — Макс, Кетцалькоатль, Малюк, Спінозавр, Пан Динозавр, Варта, Наглядач, Радник (озвучення на замовлення «НСТУ»)
- «Підлітки-мутанти Черепашки-ніндзя: Погром мутантів» — Леонардо (дубляж студії «Le Doyen»)

- «Ніндзяґо: Повстання драконів» — Ерін (дубляж студії «1+1»)

### Телесеріали
- «Академія Амбрелла» — Номер 5 (дубляж студії «Постмодерн»)
- «Ласун» — (дубляж студії «Постмодерн»)
- «Провулок Світлячків» — (дубляж студії «Постмодерн»)
- «Молоді монархи» — Сімон (дубляж студії «Постмодерн»)
- «Ферзевий гамбіт» — (дубляж студії «Постмодерн»)
- «Озарк» — (дубляж студії «Так Треба Продакшн»)
- «Моторошні пригоди Сабріни» — Карл, Люк (дубляж студії «Постмодерн»)
- «Невипадковість»[en] — (дубляж студії «Так Треба Продакшн»)
- «Інше життя»[en] — Заян (дубляж студії «Так Треба Продакшн»)
- «Тінь і кістка» — Алєксей (дубляж студії «Так Треба Продакшн»)
- «Джинні й Джорджія» — Нік (дубляж студії «Так Треба Продакшн»)
- «Сексуальна освіта» — Отіс Мілберн (дубляж студії «Постмодерн»)
- «Паперовий будинок» — Денвер (дубляж студії «Так Треба Продакшн»)
- «Відьмак» — Дара (дубляж студії «Постмодерн»)
- «Любов сліпа» — Барнетт (багатоголосе закадрове озвучення студії «Так Треба Продакшн»)
- «Коли завмирає серце» — Чарлі Спрінг (дубляж студії «Постмодерн»)

## Режисер дубляжу
- «Моторошні пригоди Сабріни» (дубляж студії «Постмодерн»)

## Дискографія
- 31 березня 2018 — Розпад групи «Паперовий Корабель», та заснування музичного псевдоніма ORFEY та облікових записів у соцмережах під цим іменем;

1. 7 квітня 2018 — «Полуничні губи»;
2. 22 квітня 2018 — «Де ти є»;
3. 18 червня 2018 — «Орфей та Еврідіка»;
4. 16 вересня 2019 — «Вибухівка»;